# Trimeresurus sichuanensis
Espèce
Synonymes
- Sinovipera sichuanensis Guo & Wang, 2011

Trimeresurus sichuanensis est une espèce de serpents de la famille des Viperidae. 

## Répartition
Cette espèce est endémique de la province du Sichuan en République populaire de Chine.

## Description
C'est un serpent venimeux.

## Publication originale
- Guo & Wang, 2011 : A new genus and species of cryptic Asian green pitviper (Serpentes: Viperidae: Crotalinae) from southwest China. Zootaxa, n. 2918, p. 1–14.